# Kadish Luz

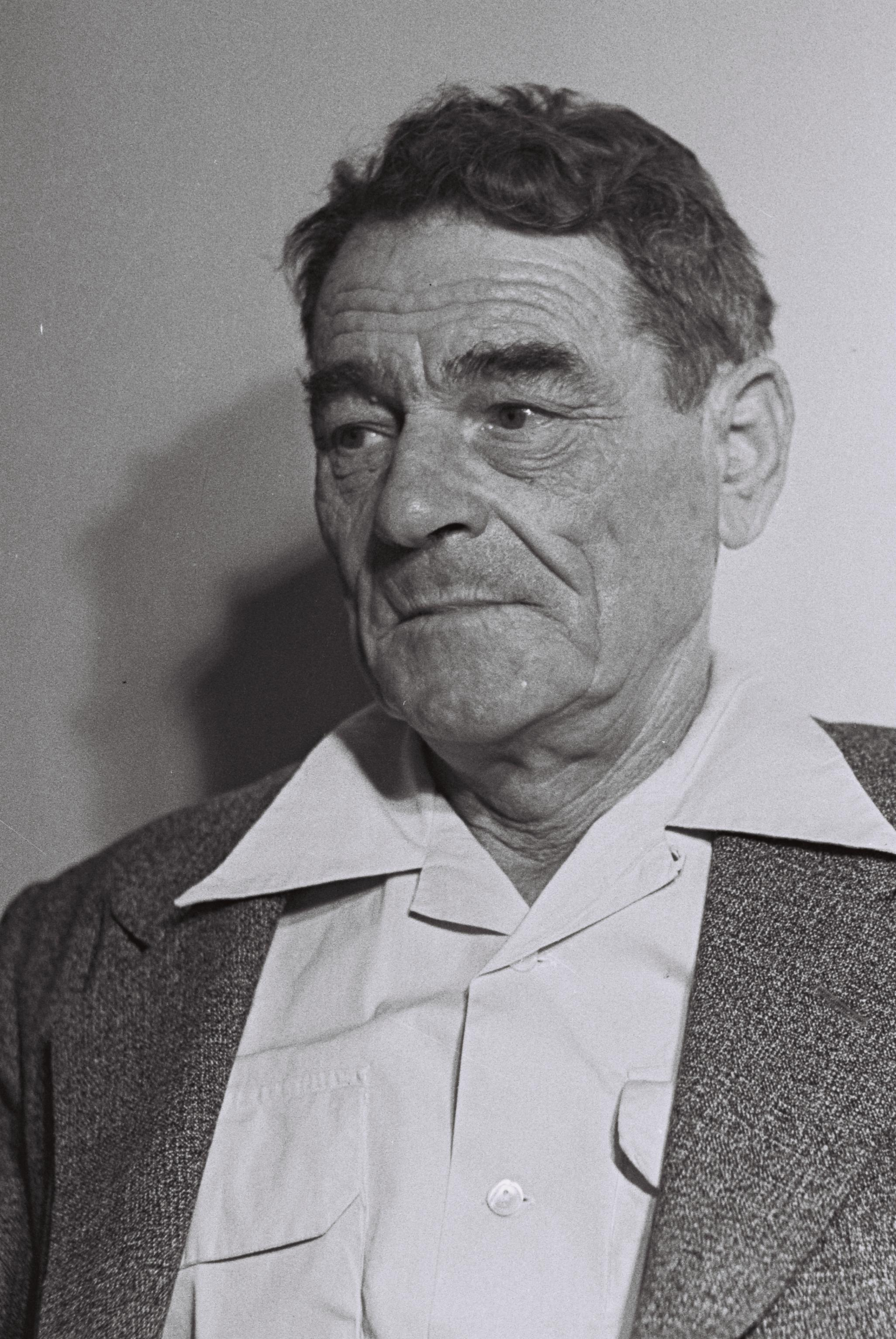
Kadish Luz, 1955

Kadish Luz (hebräisch קָדִישׁ לוּז Qadīš Lūz; * 10. Januar 1895 als Kadisch Lužinskij kyrillisch Кадиш Лужинский in Babrujsk, Russisches Reich; † 4. Dezember 1972 in Degania), israelischer Politiker, der Landwirtschaftsminister (1955–1959) und Sprecher der Knesset (1959–1969) war.

## Leben
Er diente in der russischen Armee während des Ersten Weltkrieges in den beiden letzten Jahren des Krieges an der Ostfront und war einer der Gründer des hebräischen Soldatenverbandes. Nach der Oktoberrevolution 1917 war er Assistent von Joseph Trumpeldor bei der Gründung der zionistischen Jugendorganisation Hechaluz. Er studierte Polytechnik an Universitäten in Russland, der Ukraine,  Estland und Deutschland, Wirtschaftswissenschaften am Wirtschaftsinstitut der Universität Sankt Petersburg und Agrarwissenschaft am Institut für Landwirtschaft der Universität Odessa.
Er machte seine Alija nach Palästina 1920 und arbeitete als Landwirt in Kiryat Anavim und Be'er Tuvia. Im folgenden Jahr trat er in den Kibbuz Degania B ein und war zwischen 1949 und 1951 schließlich Mitglied des Sekretariats des Kibbuz-Union. Er war auch unter den Führern der Histadrut, deren Finanzen er als Rechnungsprüfer mit Ausschussmitgliedern zwischen 1935 und 1940 überwachte. Zwischen 1941 und 1942 war er Mitglied im Sekretariat des Arbeiterrats Tel Avivs.
Er wurde 1951 über die Mapai-Liste in die Knesset gewählt und von David Ben-Gurion 1955 zum Landwirtschaftsminister ernannt. Nach dem Verlassen des Kabinetts 1959 wurde er Sprecher der Knesset und blieb es 10 Jahre, somit hatte er die zweitlängste Amtszeit nach Yosef Sprinzak. Nach dem Tod Jizchak Ben Zwis leitete er als amtierender Präsident im Zeitraum vom 24. April 1963 bis zum 21. Mai 1963 die Staatsgeschäfte.